# Zone habitable
Pour les articles homonymes, voir CHZ.

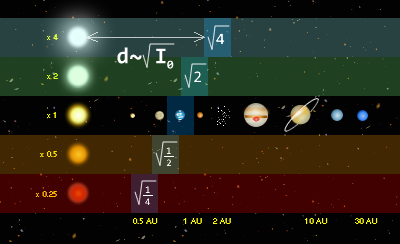
Exemple d’étude basée sur la luminosité d’une étoile pour la prédiction de l'emplacement de la zone habitable autour de différents types d'étoiles (échelle non respectée)

Une zone habitable ou ZH est, en astronomie et en exobiologie, une région de l'espace où les conditions sont favorables à l'apparition de la vie telle que nous la connaissons sur Terre. Il existe deux types de régions qui peuvent être conjointement favorables, l'une au niveau d'un système planétaire, l'autre au niveau d'une galaxie. Les planètes et les lunes situées dans ces régions sont des candidates possibles à l'habitabilité d'une planète et donc potentiellement capables d'héberger une vie extraterrestre.
Les limites des zones habitables sont calculées à partir des éléments connus de la biosphère de la Terre, comme sa position dans le Système solaire et la quantité d'énergie qu'elle reçoit du Soleil.

## Histoire
Le concept de zone habitable est introduit en 1913 par Edward Maunder dans son livre Are The Planets Inhabited? (« Les planètes sont-elles habitées ? »),, puis discuté en 1953 par Hubertus Strughold dans son traité The Green and the Red Planet: A Physiological Study of the Possibility of Life on Mars (« La planète verte et la planète rouge : étude physiologique de la possibilité d'une vie sur Mars »), où il emploie pour la première fois le terme « écosphère » et distingue différentes « zones » où la vie pourrait apparaître,. La même année, Harlow Shapley écrit Liquid Water Belt (« La ceinture de l'eau liquide »), qui développe le même concept avec plus de détails scientifiques. Les deux auteurs attachent beaucoup d'importance à la présence d'eau liquide pour permettre l'apparition de la vie. Le terme habitable zone (« zone habitable ») est forgé en 1959 par l'astrophysicien américain Su-Shu Huang, pour désigner la zone autour d'une étoile où l'eau pourrait se maintenir sous forme liquide,.

## Zone habitable circumstellaire (ZHC)

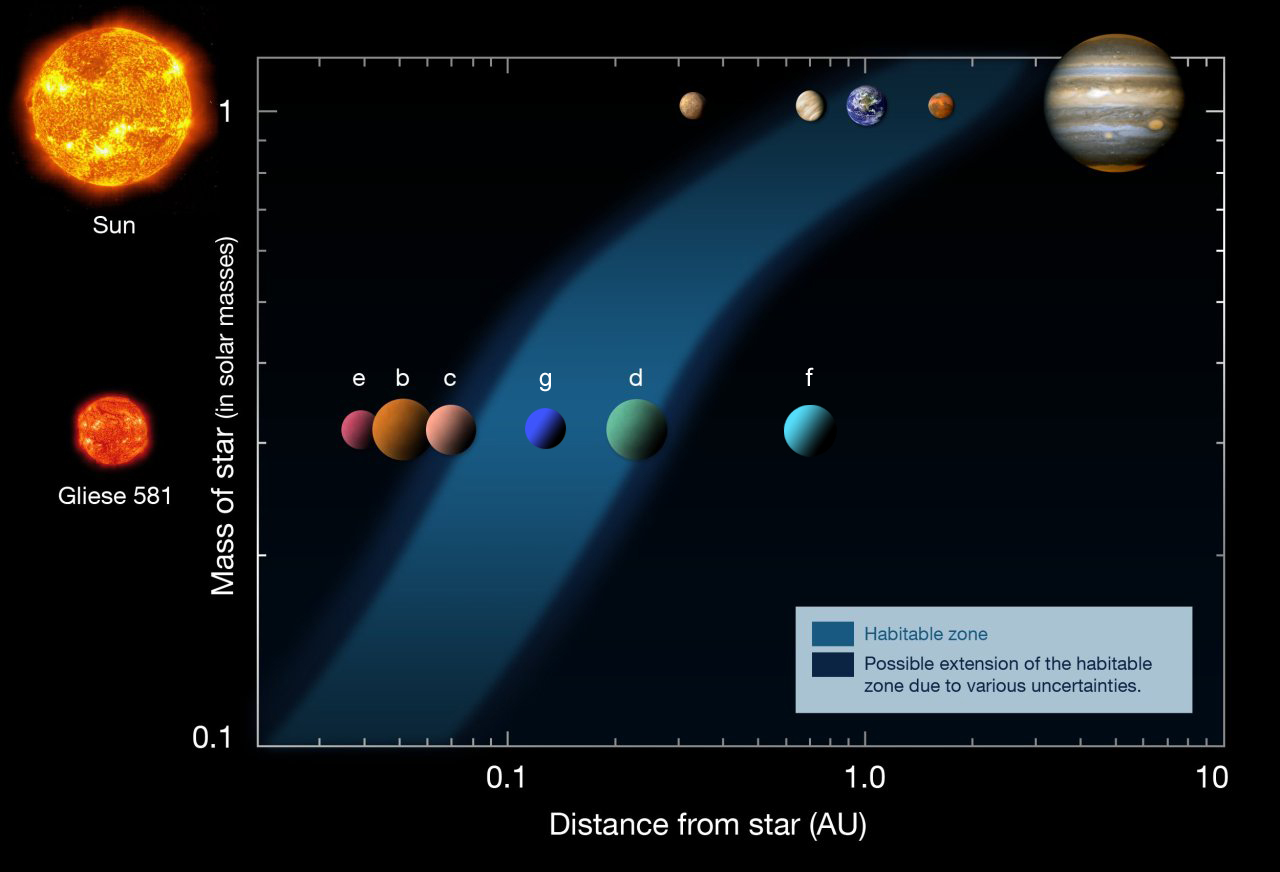
Zone habitable autour du Soleil (en haut) et de Gliese 581 (au milieu).

La zone habitable circumstellaire (ou écosphère, abrégée en ZH) est une sphère théorique entourant une étoile et où la température à la surface des planètes y orbitant permettrait l'apparition d'eau liquide. Beaucoup[Qui ?] pensent que l'eau liquide est vitale à cause de son rôle dans les réactions biochimiques. En 1959, les physiciens Philip Morrison et Giuseppe Cocconi ont décrit la zone dans une recherche du SETI. En 1961, Frank Drake a popularisé cette idée dans son équation.
En pratique, cette zone correspond à celle où l'on s'attend à pouvoir détecter une vie organique de surface par son interaction avec l'atmosphère (biomarqueurs). En d'autres termes, il peut exister des objets habitables hors de la zone habitable, mais ceux-ci étant dès lors a priori habitables éventuellement en sous-sol et non en surface, l'absence d'interaction avec l'atmosphère rendra extrêmement difficile si ce n'est impossible leur détection.

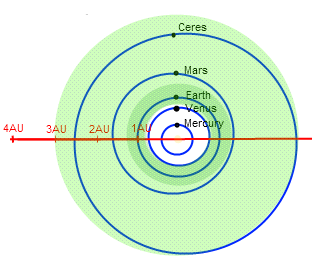
La fourchette des estimations publiées pour l'étendue de la ZHC du Soleil. La ZHC conservatrice est indiquée par une bande vert foncé traversant le bord intérieur de l'aphélie de Vénus, tandis qu'une ZHC étendue, s'étendant jusqu'à l'orbite de la planète naine Cérès, est indiquée par une bande vert clair.

Le fait qu'un corps se trouve dans la zone habitable circumstellaire de son étoile hôte dépend du rayon de l'orbite de la planète (pour les satellites naturels, l'orbite de la planète hôte), de la masse du corps lui-même et du flux radiatif de l'étoile hôte. Compte tenu de la grande variété de masses de planètes dans une zone habitable circumstellaire, couplée à la découverte de planètes super-terrestres qui peuvent supporter des atmosphères plus épaisses et des champs magnétiques plus puissants que la Terre, les zones habitables circumstellaires sont maintenant divisées en deux régions distinctes : la zone habitable conservatrice, définie par l'emballement de l'effet de serre à la limite intérieure et l'effet de serre maximal du dioxyde de carbone à la limite extérieure, dans laquelle des planètes de masse inférieure comme la Terre peuvent rester habitables, et la zone habitable étendue ou optimiste, plus grande, basée sur des preuves empiriques concernant la rétention d'eau liquide de surface sur Vénus (limite intérieure) et Mars (limite extérieure) au cours de leurs histoires évolutives,[réf. non conforme].

### Étoiles de type solaire
Autour du Soleil, la plupart des auteurs situent la zone habitable entre 142 et 235 millions de kilomètres[réf. souhaitée]. La Terre, située à 149,6 × 106 km du Soleil, est donc proche de sa limite interne. Comme le Soleil devient progressivement de plus en plus lumineux (sa luminosité augmente de 7 % par milliard d'années), la Terre ne sera plus dans la zone habitable dans 1,7 milliard d'années[réf. nécessaire].
Si l'on admet au contraire que la Terre est à peu près au centre de la zone habitable autour du Soleil, on peut calculer pour une étoile quelconque la distance {\displaystyle d_{\mathrm {UA} }} du centre de cette zone à l'étoile selon la taille et la luminosité {\displaystyle L_{\text{étoile}}}de l'étoile : l'énergie reçue par une planète étant inversement proportionnelle au carré de la distance à l'étoile (loi en carré inverse), on prend comme référence la distance de la Terre au Soleil (1 AU) et la luminosité de celui-ci {\displaystyle L_{\text{Soleil}}} pour obtenir l'équation relative suivante :
{\displaystyle d_{\mathrm {UA} }={\sqrt {\frac {L_{\text{étoile}}}{L_{\text{Soleil}}}}}}
où :
{\displaystyle d_{\mathrm {UA} }\,} est le rayon de la ZH en unités astronomiques ;
{\displaystyle L_{\text{étoile}}\,} la luminosité de l'étoile ;
{\displaystyle L_{\text{Soleil}}\,} la luminosité du Soleil.
Par exemple une étoile avec 25 % de la luminosité du Soleil aura une ZH centrée à environ 0,50 UA, et une étoile avec deux fois la luminosité du Soleil aura une ZH centrée à 1,41 UA. Le « centre » de la ZH est donc défini comme la distance à laquelle l'exoplanète devrait se situer par rapport à son étoile pour avoir une température moyenne comparable à celle de la Terre en supposant (parmi beaucoup d'autres conditions) qu'elle ait une atmosphère similaire en composition et en densité.
Comme au cours de leur évolution sur la séquence principale les étoiles deviennent plus brillantes et plus chaudes, logiquement la ZH s'éloigne progressivement de l'étoile. Pour optimiser le potentiel de développement de la vie, une planète devrait se situer sur une orbite qui reste le plus longtemps possible dans la ZH.

### Étoiles naines M
La plupart des naines M sont entourées d'un système planétaire resserré, caractérisé par une faible abondance de planètes de masse de l'ordre de celle de Jupiter et la présence de plusieurs planètes rocheuses. Environ un tiers de ces planètes rocheuses ont leur orbite dans la zone habitable et pourraient donc abriter de l'eau liquide en surface.

## Zone habitable galactique (ZHG)
Pour que la vie puisse apparaître sur une planète, il ne suffit pas qu'elle soit dans l'écosphère de son étoile ; son système planétaire doit se situer assez près du centre de la galaxie pour avoir suffisamment d'éléments lourds qui favorisent la formation de planètes telluriques et des atomes nécessaires à la vie, tels que le fer dans l'hémoglobine ou le cuivre dans l'hémocyanine et l'iode dans la glande thyroïde.
Mais ce système devra également se situer assez loin du centre galactique pour éviter des dangers tels que :
- des frôlements d'étoiles provoquant des instabilités orbitales ou des pluies de comètes et astéroïdes ;
- les radiations de supernovas ;
- le ou les grands trous noirs du centre galactique.

Des études[Lesquelles ?] ont montré également que des régions où les éléments lourds abondent semblent avoir plus de chances de posséder des planètes géantes orbitant très près de leur étoile, ce qui détruirait ou éjecterait hors du système des planètes de type terrestre. Pour toutes ces raisons, il est très difficile de déterminer la ZH d'une galaxie.
Dans notre galaxie, la Voie lactée, la ZHG serait située à 25 000 années-lumière (8 kiloparsecs) du centre galactique, s'étendant sur 6000 années-lumière et contenant des étoiles vieilles de 4 à 8 milliards d'années. Comme les galaxies ont des compositions différentes, la ZHG pourrait être plus ou moins grande, voire ne pas exister du tout dans certaines galaxies.

## Les candidates
- Trois planètes telluriques autour de Gliese 581, une naine rouge à 20,5 années-lumière de la Terre, sont situées dans cette zone habitable[11]. Au sein de ce système Gliese 581 g est, au moment de sa découverte le 29 septembre 2010, la plus adaptée à la présence de la vie[12],[13]. Néanmoins des doutes subsistent quant à l'existence de cette exoplanète[14].
- Le système stellaire constitué autour de HD 10180, une étoile de classe G distante de 127 années-lumière, comporterait lui aussi une planète orbitant dans la zone habitable. Cette planète, HD 10180 g, se situerait à 1,422 UA de son étoile, sa masse pourrait être d'environ 20 fois celle de la Terre et sa période orbitale durerait l'équivalent de 601,2 jours terrestres[15].
- Le 5 décembre 2011, la NASA révélait l’existence d’une autre planète positionnée dans la zone habitable d’une étoile semblable au Soleil. Cette planète baptisée Kepler-22 b est située à environ 600 années-lumière de la Terre. Selon la NASA, elle serait 2,4 fois plus grande que la Terre, et elle ferait le tour de son étoile en 290 jours[16]. Kepler-22 b représente un grand potentiel pour la recherche de vie extraterrestre.
- Le 17 avril 2014, la NASA annonce que la planète Kepler-186 f se situe dans la zone habitable de l'étoile Kepler-186 (une naine rouge distante de 582 années lumières). Elle serait de taille équivalente à la Terre. Il s'agit en 2014 de la planète la plus semblable à la Terre[17].
- Le 29 juin 2014 , Gliese 832 c a été découverte par une équipe internationale d'astronomes, dirigée par Robert A. Wittenmyer, elle est alors le membre le plus proche[pas clair] de la Terre dans le Catalogue des exoplanètes habitables puisqu'elle possède un indice de similarité avec la Terre de 0,81, soit l'un des plus élevés de toutes les exoplanètes connues.
- Le jeudi 23 juillet 2015, la NASA annonce la découverte de la planète baptisée Kepler-452b. Située à environ 1 400 années-lumière de nous dans la constellation du Cygne, elle est la première planète tellurique détectée dans la zone habitable d'une étoile de type solaire autre que le Soleil lui-même. Avec un rayon 60 % plus grand que celui de la Terre, Kepler-452b aurait donc un volume environ 4 fois supérieur et une masse environ 5 fois supérieure. Située dans un système âgé de 6 milliards d'années (1,5 milliard d'années de plus que le système solaire), cette exoplanète subirait (selon les modèles) ce que la Terre subira dans un peu plus d'un milliard d'années[18],[19],[20].

## Critiques
Le concept est critiqué par Ian Stewart et Jack Cohen dans leur livre Evolving the Alien (L'Évolution des extraterrestres), en deux points : 
- cette hypothèse suppose que la vie extraterrestre a les mêmes besoins de développement que la vie terrestre, ce qu'ils considèrent comme réducteur ;
- même en acceptant ce premier point, certaines circonstances rendraient habitables des planètes situées hors de la ZH. On suspecte par exemple l'un des satellites de Jupiter, Europe, d'abriter un océan sous une banquise de plusieurs kilomètres, qui pourrait héberger des formes de vie.

Notons aussi que la zone peut être plus large que prévu, en fonction de la quantité d'eau sur la planète.

## Zone vénusienne
La zone vénusienne est définie comme la région située à l'intérieur de la limite de l'emballement de l'effet de serre et à l'extérieur de la limite de perte de masse atmosphérique.